# Grugies
Grugies ist eine französische Gemeinde mit 1.248 Einwohnern (Stand: 1. Januar 2022) im Département Aisne in der Region Hauts-de-France; sie gehört zum Arrondissement Saint-Quentin und zum Kanton Saint-Quentin-3. 

## Geografie
Die Gemeinde Grugies liegt an der Somme, etwa vier Kilometer südsüdwestlich von Saint-Quentin. Am Nordostrand der Gemeinde führt die Autoroute A26 entlang. Nachbargemeinden von Grugies sind Saint-Quentin im Nordwesten und Norden, Gauchy im Norden, Urvillers im Osten, Essigny-le-Grand im Süden sowie Castres im Südwesten und Westen.

## Bevölkerungsentwicklung
| Jahr                       | 1962 | 1968 | 1975 | 1982 | 1990 | 1999 | 2010 | 2022 |
| Einwohner                  | 575  | 747  | 793  | 815  | 948  | 906  | 1121 | 1248 |
| Quellen: Cassini und INSEE |      |      |      |      |      |      |      |      |

## Sehenswürdigkeiten

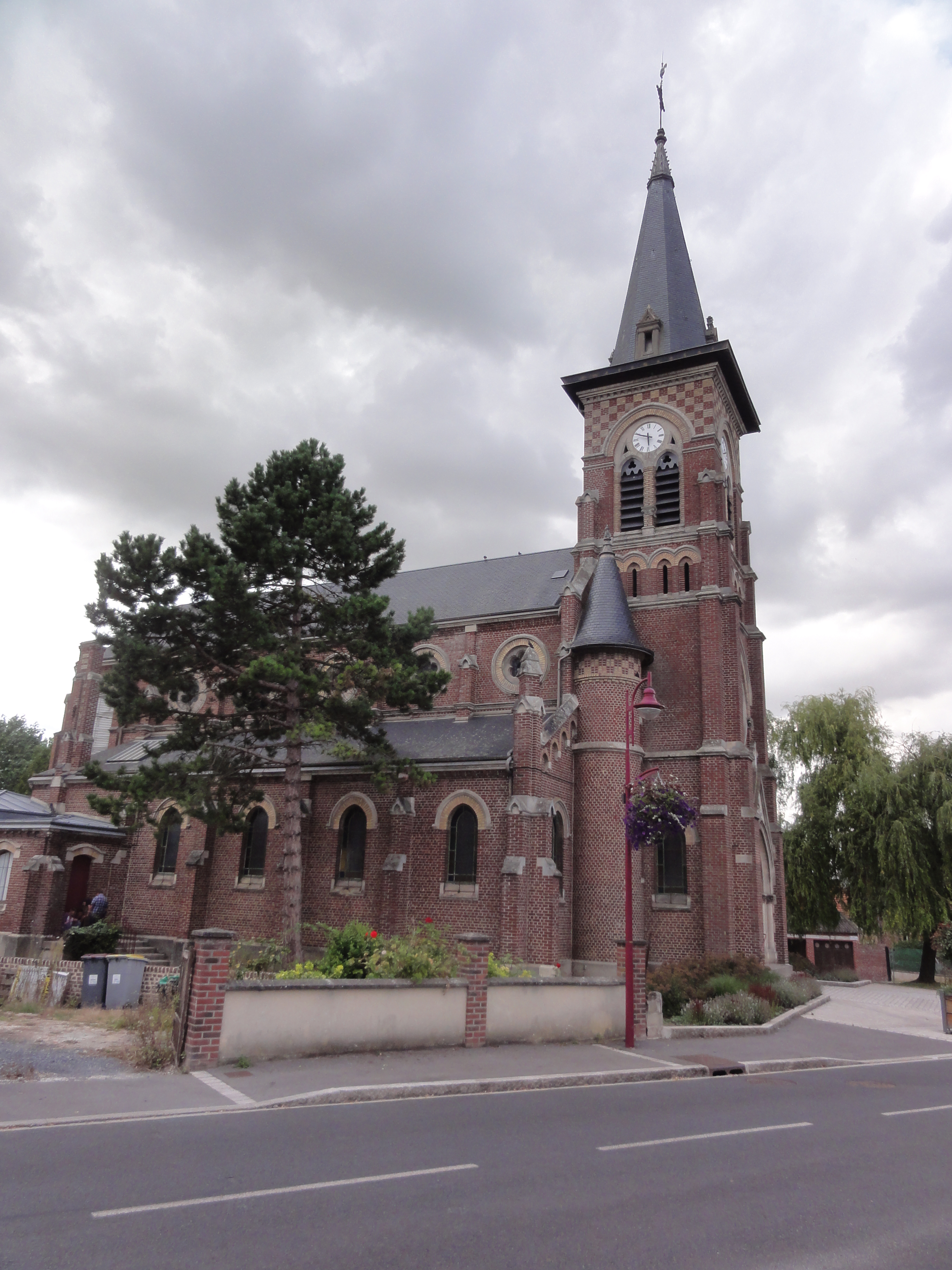
Kirche Saint-Martin

- Kirche Saint-Martin

## Persönlichkeiten
- Maurício Alves Peruchi (1990–2014), brasilianischer Fußballspieler, auf der Autobahn tödlich verunglückt